# بيتر والكر
بيتر والكر (بالإنجليزية: Peter Walker)‏ (و. 1912 – 1984 م) هو سائق فورمولا 1، وسائق سيارة سباق من المملكة المتحدة، وكندا، ولد في ليدز، شارك في لو مان 24 ساعة، توفي في ورشستر، عن عمر يناهز 72 عاماً.